# Linha Chiyoda (Metro de Tóquio)
A Linha Chiyoda (東京地下鉄千代田線, Tōkyō Chikatetsu Chiyoda-sen) é uma linha do Metrô de Tóquio no Japão gerenciada pela rede Tokyo Metro. Ele se conecta a estação de Yoyogi-Uehara à estação de Kita-Ayase. Com uma extensão de 24 km, ela atravessa Tóquio do sudoeste ao nordeste passando pelos distritos de Adachi, Arakawa, Bunkyo, Chiyoda, Minato e Shibuya. É também conhecida como Linha 9. Nos mapas, a linha é de cor verde escuro e identificada pela letra C.

## História
A linha é composta de um trecho principal de 21,9 km entre Yoyogi-Uehara e Ayase e um ramal de 2,1 km de comprimento de Ayase até Kita-Ayase.
Esta linha foi inaugurada em 20 de dezembro de 1969, entre Kita-Senju e Otemachi. Depois de 10 de outubro de 1972, a linha continuou até Yoyogi-kōen, e o trecho entre Yoyogi-kōen e Yoyogi-Uehara foi concluído em 31 de março de 1978. Finalmente, a seção Kita-Ayase foi aberta em 20 de dezembro de 1979.
A linha está interconectada com a Linha Jōban da JR East em Ayase e com a rede Odakyū em Yoyogi-Uehara. Os trens das 3 empresas circulam sobre a linha. Desde 15 de maio de 2006, seções dos trens são reservados somente para as mulheres.
De acordo com a Agência de Transportes da Metrópole de Tóquio, em Junho de 2009, esta linha era segunda mais sobrelotada, com o pico de 181% de capacidade entre as estações Machiya e Nishi- Niporri. 

## Estação
A linha comporta 20 estações, identificadas de C-01 a C-20.
| Número | Estação          | Nome japonês | Distância (km) | Correspondências | Distrito |
| ------ | ---------------- | ------------ | -------------- | --- | -------- |
| C-01   | Yoyogi-Uehara    | 代々木上原   | 0              | Odakyū : Odawara (interconexão)                                                                                              | Shibuya  |
| C-02   | Yoyogi-kōen      | 代々木公園   | 1,0            | | Shibuya  |
| C-03   | Meiji-jingūmae   | 明治神宮前   | 2,2            | Tokyo Metro : Fukutoshin JR East : Yamanote (à Harajuku)                                                                     | Shibuya  |
| C-04   | Omotesandō       | 表参道       | 3,1            | Tokyo Metro : Ginza, Hanzomon                                                                                                | Minato   |
| C-05   | Nogizaka         | 乃木坂       | 4,5            | | Minato   |
| C-06   | Akasaka          | 赤坂         | 5,6            | | Minato   |
| C-07   | Kokkai-gijidōmae | 国会議事堂前 | 6,4            | Tokyo Metro : Marunouchi, Namboku (a Tameike-Sannō), Ginza (a Tameike-Sannō)                                                 | Chiyoda  |
| C-08   | Kasumigaseki     | 霞ケ関       | 7,2            | Tokyo Metro : Hibiya, Marunouchi                                                                                             | Chiyoda  |
| C-09   | Hibiya           | 日比谷       | 8,0            | Tokyo Metro : Hibiya, Yurakucho (a Yūrakuchō) Toei : Mita JR East : Keihin-Tōhoku (a Yūrakuchō), Yamanote (a Yūrakuchō)      | Chiyoda  |
| C-10   | Nijūbashimae     | 二重橋前     | 8,7            | | Chiyoda  |
| C-11   | Ōtemachi         | 大手町       | 9,4            | Tokyo Metro : Hanzomon, Marunouchi, Tozai Toei : Mita                                                                        | Chiyoda  |
| C-12   | Shin-Ochanomizu  | 新御茶ノ水   | 10,7           | Tokyo Metro : Marunouchi (a Awajichō) Toei : Shinjuku (a Ogawamachi) JR East : Chūō (a Ochanomizu), Chūō-Sōbu (a Ochanomizu) | Chiyoda  |
| C-13   | Yushima          | 湯島         | 11,9           | | Bunkyo   |
| C-14   | Nezu             | 根津         | 13,1           | | Bunkyo   |
| C-15   | Sendagi          | 千駄木       | 14,1           | | Bunkyo   |
| C-16   | Nishi-Nippori    | 西日暮里     | 15,0           | JR East : Keihin-Tōhoku, Yamanote Toei : Nippori-Toneri Liner                                                                | Arakawa  |
| C-17   | Machiya          | 町屋         | 16,7           | Keisei : Keisei Toden Arakawa (a Machiya-ekimae)                                                                             | Arakawa  |
| C-18   | Kita-Senju       | 北千住       | 19,3           | Tokyo Metro : Hibiya JR East : Jōban Tōbu : Skytree Tsukuba Express                                                          | Adachi   |
| C-19   | Ayase            | 綾瀬         | 21,9           | JR East : Jōban (interconexão)                                                                                               | Adachi   |
| C-20   | Kita-Ayase       | 北綾瀬       | 24,0           | | Adachi   |